# Міський округ місто Первомайськ
Міський округ місто Первомайськ (рос. Городской округ город Первомайск) - адміністративно-територіальне утворення (місто обласного значення) і муніципальне утворення зі статусом міського округу в південній частині Нижньогородської області Росії.
Адміністративний центр - місто Первомайськ.

## Населення
| 1939    | 1959    | 1970    | 1979    | 1989    | 2002    | 2008    |
| ------- | ------- | ------- | ------- | ------- | ------- | ------- |
| 34 769  | ↗41 249 | ↘35 482 | ↘30 514 | ↘26 926 | ↘15 094 | ↘14 718 |
| 2009    | 2010    | 2011    | 2012    | 2013    | 2014    | 2015    |
| ↗14 731 | ↘14 568 | ↘14 505 | ↘14 360 | ↗19 778 | ↘19 370 | ↘18 998 |
| 2016    | 2017    |         |         |         |         |         |
| ↘18 725 | ↘18 508 |         |         |         |         |         |